# Chelones-Rani
Chelones-Rani ist eine archäologische Fundstätte im Osten Zyperns, die etwa 5 km südöstlich des Dorfes Rizokarpaso/Dipkarpaz auf der Karpas-Halbinsel liegt. Dabei handelt es sich um die Ruinen einer kleinen, unter Sanddünen begrabenen Stadt, deren Name nicht überliefert ist. Ein Heiligtum nahe der Küste am Ostende des Ortes barg Fragmente von Terrakottafigurinen, die zwischen der zypro-archaischen und der griechisch-römischen Periode entstanden waren. Offenbar wurde der Ort nach den ersten arabischen Überfällen um 647 n. Chr. aufgegeben.
Die Einwohner errichteten zwischen zwei oder drei Riffen und einem Felseiland namens Aspronisi eine geschützte Fischaufzucht; weiter östlich schließen sich Felsspitzen an, die Gynaikopetres, bei denen es sich wahrscheinlich um die Inselgruppe handelt, die Strabo (14,6,3) erwähnt, der die Entfernung bis zum an der gegenüberliegenden Küste gelegenen Karpasia mit 30 stadia angibt.
Der britische Archäologe David George Hogarth bemerkte westlich des Städtchens eine Schiffslände, und vermutete, dass die antiken Seefahrer ihre Boote mitunter über das Land nach Karpasia zogen, um das gefürchtete Kap Dinaretum (heute Kap Apostolos Andreas) zu meiden.
Auf der Spitze des Rani, eines Hügels südlich von Chelones, fanden sich Überreste einer mauerbewehrten Siedlung, am Nordwestende des Hügels befand sich eine große unterirdische Zisterne. Beide Stätten, sowohl die Küstensiedlung, als auch dieser wohl als Ausguck zu interpretierende Platz, sind noch weitgehend ununtersucht. Rani stellt insofern eine Ausnahme dar, als es neben den Königsstädten zwischen dem 8. und dem 4. Jahrhundert v. Chr. überhaupt nur zwei befestigte Orte gibt, nämlich der besagte Hügel und Pyla-Vikla zwischen Idalion und Kition.